# Douze monodies
Les Douze monodies, op. 213, sont une œuvre pour instruments à vent divers de Charles Koechlin composée en 1947.

## Présentation
Les Douze monodies, composées en avril 1947 comme morceaux de lecture à vue pour le Conservatoire de Saint-Étienne, sont une œuvre de Charles Koechlin qui consiste en douze monodies destinées à des instruments à vent divers seuls.
Les partitions sont publiées par les éditions Billaudot sous forme de monodies regroupées par instrument.

## Structure
Les Douze monodies, qui portent le numéro d'opus 213 dans le catalogue des œuvres de Charles Koechlin, sont respectivement pour :
1. flûte seule
2. flûte seule
3. hautbois seul
4. hautbois seul
5. clarinette seule
6. clarinette seule
7. basson seul
8. basson seul
9. saxophone alto seul
10. trombone seul
11. trompette seule
12. cor seul (Nocturne)

## Discographie
- Charles Koechlin : Chamber Works for Oboe, 2 Monodies pour hautbois op. 213, Lajos Lencsés (hautbois), CPO, 1999.
- Koechlin : Complete music for saxophone, CD 1, Monodie no 9, David Brutti, saxophone alto, Brilliant Classics 9266, 2012, premier enregistrement mondial de la monodie pour saxophone alto.